# Carollia monohernandezi
Carollia monohernandezi és una espècie de ratpenat de la família dels fil·lostòmids. És endèmic del sud-est de Colòmbia, on viu a altituds properes a 1.200 msnm. El seu hàbitat natural són els boscos humits premontans. Es desconeix si hi ha cap amenaça significativa per a la supervivència d'aquesta espècie. Fou anomenat en honor del naturalista i científic colombià Jorge Ignacio Hernández Camacho, conegut popularment com a «Mono Hernández».